# Cavidade corporal
Uma cavidade corporal é qualquer área do corpo de um animal que esteja circunscrita e parcialmente isolada do resto do corpo. Ao estudarmos a estrutura e composição anatómica dos diversos sistemas fisiológicos num corpo animal (ou humano) iremos encontrar várias áreas que obedecem a esse critério. Essas divisões podem ser definidas por ossos (caixa craniana), músculos e membranas (cavidade abdominal), ossos e músculos (caixa torácica). Podemos até considerar subdivisões: dentro da caixa torácica podemos encontrar uma membrana, o pericárdio, que envolve especialmente o coração.
A função essencial destas cavidades é a protecção dos órgãos que aí estão encerrados contra ferimentos exteriores. Basta verificar o caso do encéfalo, protegido não só pelas meninges (membranas) mas também pelo líquido cefalorraquidiano que permite que este órgão flutue num meio que absorve ou atenua choques violentos, que de outro modo poderiam causar danos irreparáveis à delicada estrutura dos tecidos.
Existem três grupos de organismos, cada um baseado num tipo diferente de cavidade corporal.